# Regole minime standard per il trattamento dei detenuti

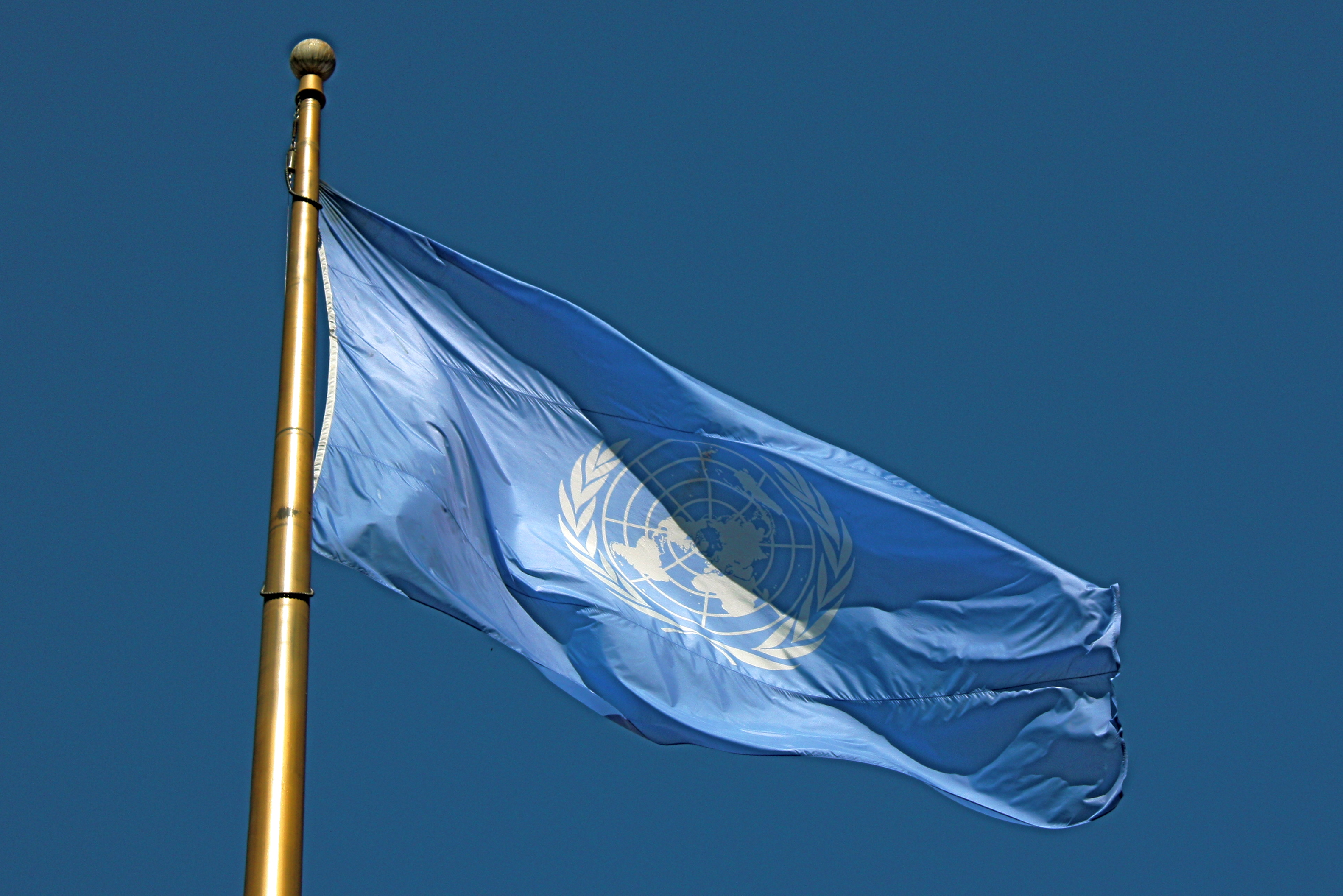
Bandiera delle Nazioni Unite

Le regole minime standard delle Nazioni Unite per il trattamento dei detenuti (United Nations Standard Minimum Rules for the Treatment of Prisoners) è una risoluzione adottata dall’Assemblea generale delle Nazioni Unite il 17 dicembre 2015 dopo un processo di revisione durato cinque anni. Sono conosciute come Regole Mandela in onore dell'ex presidente sudafricano Nelson Mandela. Le Regole Mandela sono composte da 122 tra regole e principi come l’uguaglianza istituzionale e la filosofia del confinamento.

## Sfondo
Le norme furono adottate per la prima volta il 30 agosto 1955 durante il Congresso delle Nazioni Unite sulla prevenzione della criminalità e il trattamento dei delinquenti, tenutosi a Ginevra, e approvate dal Consiglio economico e sociale delle Nazioni Unite con risoluzioni del 31 luglio 1957 e 13 maggio 1977.
Sin dalla loro adozione da parte del Consiglio Economico e Sociale nel 1957, le Regole minime standard per il trattamento dei detenuti (SMR - Standard Minimum Rules for the Treatment of Prisoners) sono servite come standard minimi universalmente riconosciuti per il trattamento dei detenuti. Nonostante la loro natura giuridicamente non vincolante, le norme sono state importanti in tutto il mondo come fonte di legislazione nazionale pertinente e di guida pratica per la gestione carceraria.
Le SMR forniscono linee guida per il diritto internazionale e nazionale per i cittadini detenuti in carcere e in altre forme di custodia. Il principio fondamentale descritto nello standard è che "Non deve esserci alcuna discriminazione per motivi di razza, colore, sesso, lingua, religione, opinioni politiche o di altro tipo, origine nazionale o sociale, proprietà, nascita o altro status".

## Ambito
La Parte I contiene norme di applicazione generale che stabiliscono quelle che sono generalmente accettate come buone pratiche nel trattamento dei detenuti e nella gestione degli istituti penali. Nello specifico, tratta questioni relative a: standard minimi di alloggio (regole da 12 a 17); igiene personale (18); abbigliamento e biancheria da letto (da 19 a 21); cibo (22); esercizio (23); servizi medici (da 24 a 35); disciplina e punizione (da 36 a 46); l'uso di strumenti di contenzione (da 47 a 49); reclami (da 54 a 57); contatto con il mondo esterno (da 58 a 63); la disponibilità di libri (64); religione (65 e 66); conservazione dei beni dei detenuti (67); notifica di morte, malattia, trasferimento (da 68 a 70); allontanamento dei prigionieri (73); la qualità e la formazione del personale carcerario (da 74 a 82); e ispezioni carcerarie (da 83 a 85).
La Parte II contiene norme applicabili a diverse categorie di detenuti, compresi quelli in attesa di giudizio. Contiene una serie di principi guida (regole da 86 a 90); il trattamento (riabilitazione) dei detenuti (91 e 92); classificazione e individualizzazione (93 e 94); privilegi (95); lavoro (da 96 a 103); istruzione e ricreazione (104 e 105); relazioni sociali e assistenza post-terapia (da 106 a 108). La Parte II contiene anche norme per i prigionieri in stato di arresto o in attesa di processo (generalmente persone in custodia cautelare), norme per i prigionieri civili (per i paesi in cui la legge locale consente la reclusione per debiti o per ordine di un tribunale per qualsiasi altro processo non penale) e norme per le persone arrestate o detenute senza accusa.

## Processo di revisione
L'Assemblea Generale, nel 2010, ha richiesto che la Commissione per la Prevenzione del Crimine e la Giustizia Penale istituisca un gruppo di esperti intergovernativi a tempo indeterminato per scambiare informazioni sulla revisione delle SMR in modo che riflettano i progressi nelle scienze correzionali e le migliori pratiche a livello di trattamento dei detenuti, a condizione che qualsiasi modifica alle regole vigenti non comporti un abbassamento degli standard esistenti. L'Assemblea Generale ha inoltre evidenziato una serie di principi che dovrebbero guidare il processo di revisione continua, incluso il fatto che esso dovrebbe mantenere l’attuale ambito di applicazione delle SMR per il trattamento dei detenuti e continuare a tenere conto delle differenze sociali, legali e culturali, nonché degli obblighi in materia di diritti umani, degli Stati membri.

## Adozione delle "Regole Nelson Mandela"

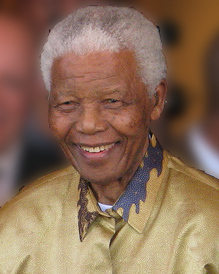
Nelson Mandela, 2008.

Nel dicembre 2015, l'Assemblea Generale ha adottato la risoluzione 70/175 intitolata "Regole minime standard delle Nazioni Unite per il trattamento dei detenuti (le Regole Mandela)" (United Nations Standard Minimum Rules for the Treatment of Prisoners). Il riferimento è stato aggiunto non solo in riconoscimento del grande sostegno del Sud Africa al processo di revisione, ma anche per onorare Nelson Mandela, che ha trascorso 27 anni in prigione nel corso della sua lotta per la democrazia e la promozione di una cultura di pace. Di conseguenza, l’Assemblea Generale ha anche deciso di estendere la portata della Giornata Internazionale di Nelson Mandela (18 luglio) affinché possa essere utilizzata anche per promuovere condizioni di detenzione umane, per aumentare la consapevolezza che i detenuti sono un sottoinsieme contiguo della società e per valorizzare il lavoro del personale penitenziario come servizio sociale importante.